# Álvaro Aguado Méndez
Álvaro Aguado Méndez, (Jaén, Andalusia, 1 de maig de 1996) conegut simplement com a Álvaro Aguado, és un futbolista professional andalús que juga com a migcampista al RCD Espanyol.

## Trajectòria
Nascut a Jaén, és un futbolista format al planter del Real Jaén juvenil, des d'on passaria també al Vila-real CF i al Llevant UE juvenils.
La temporada 2015-16 va signar contracte amb l'Ontinyent CF per una temporada i en la següent temporada va tornar a la seva ciutat natal per jugar al Real Jaén CF. Després del descens de categoria a Tercera Divisió, el migcampista es va enrolar en l'estructura del Còrdova CF per jugar en el filial del grup IV de Segona B.
Va fer el seu debut amb el primer equip en la Lliga 1|2|3, el 20 de desembre de 2017, en un partit contra el CF Reus Deportiu. Va marcar el seu primer gol com a professional el 2 de juny de 2018, en una victòria per 3–0 enfront del Sporting de Gijón. Al final de la temporada 2017-18, després de consumar-se el descens a Tercera Divisió amb el filial, a l'estiu de 2018 va realitzar la pretemporada amb el primer equip.
Durant la temporada 2018-19 va formar part de la primera plantilla del Còrdova C. F. en la Lliga 1|2|3.
La temporada 2019-20 va formar part del Reial Valladolid CF, equip pel qual va fitxar l'anterior mercat hivernal dins del fitxatge de Sergi Guardiola per l'equip blanquiviolat, però en el qual va romandre en qualitat de cedit. El 22 de gener de 2020 es va oficialitzar la seva cessió al Club Deportivo Numància de Soria fins a final de temporada després de la falta d'oportunitats en l'equip val·lisoletà.
El 30 de setembre de 2020 va signar pel CF Fuenlabrada de la Segona Divisió espanyola per una temporada, cedit novament pel Reial Valladolid.